# Нижний (Самарская область)
Ни́жний — посёлок в Исаклинском районе Самарской области. Входит в состав сельского поселения Ключи.

## География
Посёлок находится у реки Большой Суруш, на расстоянии менее 8 км (по прямой) к западу от села Исаклы, административного центра района.

### Часовой пояс
Посёлок Нижний, как и вся Самарская область, находится в часовой зоне МСК+1. Смещение применяемого времени относительно UTC составляет +4:00.

## Население
| 2010 |
| ---- |
| 0    |